# حركة إرادية
الحركة الإرادية ما لا يكون مبدؤها بسبب أمر خارج، مقارنا بشعور وإرادة، كالحركة الصادرة من الحيوان بإرادته.
الحركة بمعنى التوسط هي أن يكون الجسم واصلا إلى حد من حدود المسافة في كل آن، لا يكون ذلك الجسم واصلا إلى ذلك الحد قبل ذلك الآن وبعده؛ وبمعنى القطع إنما تحصل عند وجود الجسم المتحرك إلى المنتهى، لأنها هي الأمر الممتد من أول المسافة إلى آخرها.